# Thomas Kloß
Thomas Kloß (* 1965 in Essen) ist ein deutscher Journalist und Medienmanager. Seit 2018 ist er Verlagsgeschäftsführer der Funke Mediengruppe NRW. Von 2015 bis 2018 baute Thomas Kloß als Chefredakteur Online zusammen mit Jörg Quoos die Funke-Zentralredaktion in Berlin auf.

## Beruflicher Werdegang
Thomas Kloß hat in Köln Sportpublizistik und Germanistik studiert. Seine journalistische Laufbahn begann bei der Westdeutschen Allgemeinen Zeitung in Essen. Nach dem Studiumabschluss absolvierte er ein Volontariat, es folgten Anstellungen in verschiedenen Lokalredaktionen der WAZ, 1998 wechselte er in das Sportressort der Mantelredaktion.
2006 wurde Thomas Kloß „Chef vom Dienst“ und kurze Zeit später in die WAZ-Chefredaktion berufen. Diese Positionen besetzte er auch ab 2009 am zentralen Content Desk in Essen, für dessen Aufbau er mitverantwortlich war.
Von 2010 bis 2015 übernahm Thomas Kloß die Chefredaktion des Onlineportals Derwesten.de und war zudem stellvertretender Chefredakteur am Content Desk (Print). Für eine Interimszeit war er zusätzlich Geschäftsführer der WAZ-New-Media.
2014 folgte Kloß als Chefredakteur des Content Desk Ulrich Reitz. 2015 wechselte Kloß in die Zentralredaktion Berlin der Funke Mediengruppe.
Im Juni 2018 wurde Thomas Kloß zum Geschäftsführer der Funke Medien NRW berufen. In dieser Funktion verantwortet er das gesamte NRW-Geschäft mit den Titeln Westdeutsche Allgemeine Zeitung (WAZ), Neue Rhein / Ruhr Zeitung (NRZ), Westfalenpost (WP) und Westfälische Rundschau (WR) sowie die dazugehörigen Online-Auftritte, die Anzeigenblätter und Funkes Radio-Beteiligungen.